# Oediphisis petalispina
Oediphisis petalispina är en insektsart som beskrevs av Jin, Xingbao 1992. Oediphisis petalispina ingår i släktet Oediphisis och familjen vårtbitare. Inga underarter finns listade i Catalogue of Life.